# Secrétaire de cabinet pour les Finances
Pour les articles homonymes, voir Ministre des Finances.
Au pays de Galles, la fonction de ministre des Finances (Minister for Finance en anglais et Gweinidog dros Gyllid en gallois) est une charge attribuée au membre du gouvernement responsable du Trésor gallois, de la gestion des ressources gouvernementales, de la collecte des taxes, de la fixation du montant de l’impôt ainsi que de la coordination des données statistiques et de recensement.
Introduite sous l’intitulé de secrétaire aux Finances (Secretary for Finance en anglais et Ysgrifennydd dros Gyllid en gallois) en 1999, la charge est connue sous l’appellation de ministre des Finances ou de ministre du Budget (Minister for Budget en anglais et Gweinidog dros Fusnes en gallois) depuis 2000, sauf entre 2016 et 2018 où le titulaire du poste est le secrétaire de cabinet aux Finances (Cabinet Secretary for Finance en anglais et Ysgrifennydd y Cabinet dros Gyllid en gallois). Elle est couplée à d’autres portefeuilles ministériels depuis 2000 à l’exception de la période allant de 2003 à 2007.
Rebecca Evans (en) occupe cette fonction depuis 2018 dans les gouvernements de Mark Drakeford.

## Histoire

### Création et variations du poste
Le poste de secrétaire aux Finances (Secretary for Finance en anglais) est créé lors de la formation du premier cabinet de l’Assemblée par Alun Michael le 12 mai 1999. Alors que son intitulé est conservé par Rhodri Morgan une fois devenu premier secrétaire dans le premier cabinet qu’il nomme le 22 février 2000, la fonction prend la qualité de ministre (Minister en anglais) à partir du deuxième cabinet Morgan, le 16 octobre suivant, le chef de cabinet s’étant attribué le titre de premier ministre (First Minister en anglais). L’appellation de la fonction n’est modifiée en ministre du Budget (Minister for Budget en anglais) que sous le premier gouvernement de Rhodri Morgan, en fonction entre le 31 mai et le 19 juillet 2007, puis sous le premier gouvernement de Carwyn Jones, en fonction entre le 10 décembre 2009 et le 11 mai 2011,,,,,,.
À partir du 19 mai 2016, le premier ministre Carwyn Jones attribue aux membres supérieurs de son troisième gouvernement la qualité de secrétaire de cabinet (Cabinet Secretary en anglais) plutôt que celle de ministre, désormais réservée aux membres inférieurs dans la hiérarchie ministérielle. Ainsi, le titre de la fonction devient celui de secrétaire de cabinet aux Finances (Cabinet Secretary for Finance en anglais), mais son successeur Mark Drakeford ne reproduit pas ces changements de qualités et restaure la fonction de ministre des Finances dans son gouvernement le 13 décembre 2018,.
Le poste est généralement associé à un autre portefeuille ministériel, sauf entre 1999 et 2000 et entre 2003 et 2007, moments au cours desquels l’intitulé ne reprend que la thématique des finances. Il est ainsi couplé à celui des communautés de 2000 à 2003, à celui de la prestation du service public de 2007 à 2009 et à celui du gouvernement local entre 2016 et 2018 et depuis 2021. Aussi, la qualité de chef parlementaire est associée à la fonction à quatre reprises sous des appellations variables : le nom du portefeuille des Affaires d’assemblée en 2007 et entre 2009 et 2011, le titre de chef parlementaire de 2011 à 2016 et celui de trefnydd de 2018 à 2021,,,,,,,,,.

### Évolution de l’intitulé de la fonction
| Intitulé | Période     | Cabinet ou gouvernement |
| --- | ----------- | ----------------------- |
| Secrétaire aux Finances Secretary for Finance                                                                  | 1999-2000   | Michael                 |
| Secrétaire aux Finances Secretary for Finance                                                                  | 1999-2000   | Morgan (1)              |
| Ministre des Finances et des Communautés Minister for Finance and Communities                                  | 2000-2003   | Morgan (2)              |
| Ministre des Finances Minister for Finance                                                                     | 2003-2007   | Morgan (3)              |
| Ministre du Budget et des Affaires d’assemblée Minister for Budget and Assembly Business                       | 2007        | Morgan (1)              |
| Ministre des Finances et de la Prestation du service public Minister for Finance and Public Service Delivery   | 2007-2009   | Morgan (2)              |
| Ministre des Affaires d’assemblée et du Budget Minister for Assembly Business and Budget                       | 2009-2011   | Jones (1)               |
| Ministre des Finances et chef parlementaire Minister for Finance and Leader of the House                       | 2011-2016   | Jones (2)               |
| Secrétaire de cabinet aux Finances et au Gouvernement local Cabinet Secretary for Finance and Local Government | 2016-2018   | Jones (3)               |
| Ministre des Finances et trefnydd Minister for Finance and Trefnydd                                            | 2018-2021   | Drakeford (1)           |
| Ministre des Finances et du Gouvernement local Minister for Finance and Local Government                       | Depuis 2021 | Drakeford (1)           |

## Rôle
Les fonctions du ministre sont :
- la gestion du Trésor gallois ;
- l’évaluation de la comptabilité financière et l’audit ;
- le contrôle et la gestion du budget ;
- l’optimisation de l’utilisation des ressources ;
- la gestion des ressources du Gouvernement gallois ;
- la mise en œuvre de la politique en matière de taxes ainsi celle des impôts locaux ;
- la gestion de la Welsh Revenue Authority, d’Invest to Save, du National Procurement Service et de Value Wales ;
- la coordination des statistiques nationales et du recensement.

En tant que ministre gallois, il dispose d’un salaire annuel de 105 701 £ pour l’année 2020-2021.

## Liste des titulaires
| Identité       | Groupe                                                           | Groupe             | Période                                                                                               | Chef de cabinet ou de gouvernement | Qualité                                                                  |
| -------------- | ---------------------------------------------------------------- | ------------------ | --- | --- | ------------------------------------------------------------------------ |
| Edwina Hart    |                                                                  | Parti travailliste | 12 mai 1999 — 7 mai 2003 (3 ans, 11 mois et 25 jours)                                                 | Alun Michael | Membre de l’Assemblée (1999-2016), élue dans la circonscription de Gower |
| Edwina Hart    | Rhodri Morgan                                                    | Parti travailliste | 12 mai 1999 — 7 mai 2003 (3 ans, 11 mois et 25 jours)                                                 | | Membre de l’Assemblée (1999-2016), élue dans la circonscription de Gower |
| Sue Essex      | 8 mai 2003 — 25 mai 2007 (4 ans et 17 jours)                     | Parti travailliste | Membre de l’Assemblée (1999-2007), élue dans la circonscription de Cardiff North                      | |                                                                          |
| Jane Hutt      | 31 mai — 19 juillet 2007 (1 mois et 18 jours)                    | Parti travailliste | Membre de l’Assemblée puis du Senedd (depuis 1999), élue dans la circonscription de Vale of Glamorgan | |                                                                          |
| Andrew Davies  | 19 juillet 2007 — 9 décembre 2009 (2 ans, 4 mois et 20 jours)    | Parti travailliste | Membre de l’Assemblée (1999-2011), élu dans la circonscription de Swansea West                        | |                                                                          |
| Jane Hutt      | 10 décembre 2009 — 18 mai 2016 (6 ans, 5 mois et 8 jours)        | Parti travailliste | Carwyn Jones                                                                                          | Membre de l’Assemblée puis du Senedd (depuis 1999), élue dans la circonscription de Vale of Glamorgan                                                                     |                                                                          |
| Mark Drakeford | 19 mai 2016 — 12 décembre 2018 (2 ans, 6 mois et 23 jours)       | Parti travailliste | Carwyn Jones                                                                                          | Membre de l’Assemblée puis du Senedd (depuis 2011), élu dans la circonscription de Cardiff West                                                                           |                                                                          |
| Rebecca Evans  | En fonction depuis le 13 décembre 2018 (6 ans, 3 mois et 1 jour) | Parti travailliste | Mark Drakeford                                                                                        | Membre de l’Assemblée puis du Senedd (depuis 2011), élue dans la région électorale de Mid and West Wales (2011-2016), puis dans la circonscription de Gower (depuis 2016) |                                                                          |

Galerie des titulaires du poste
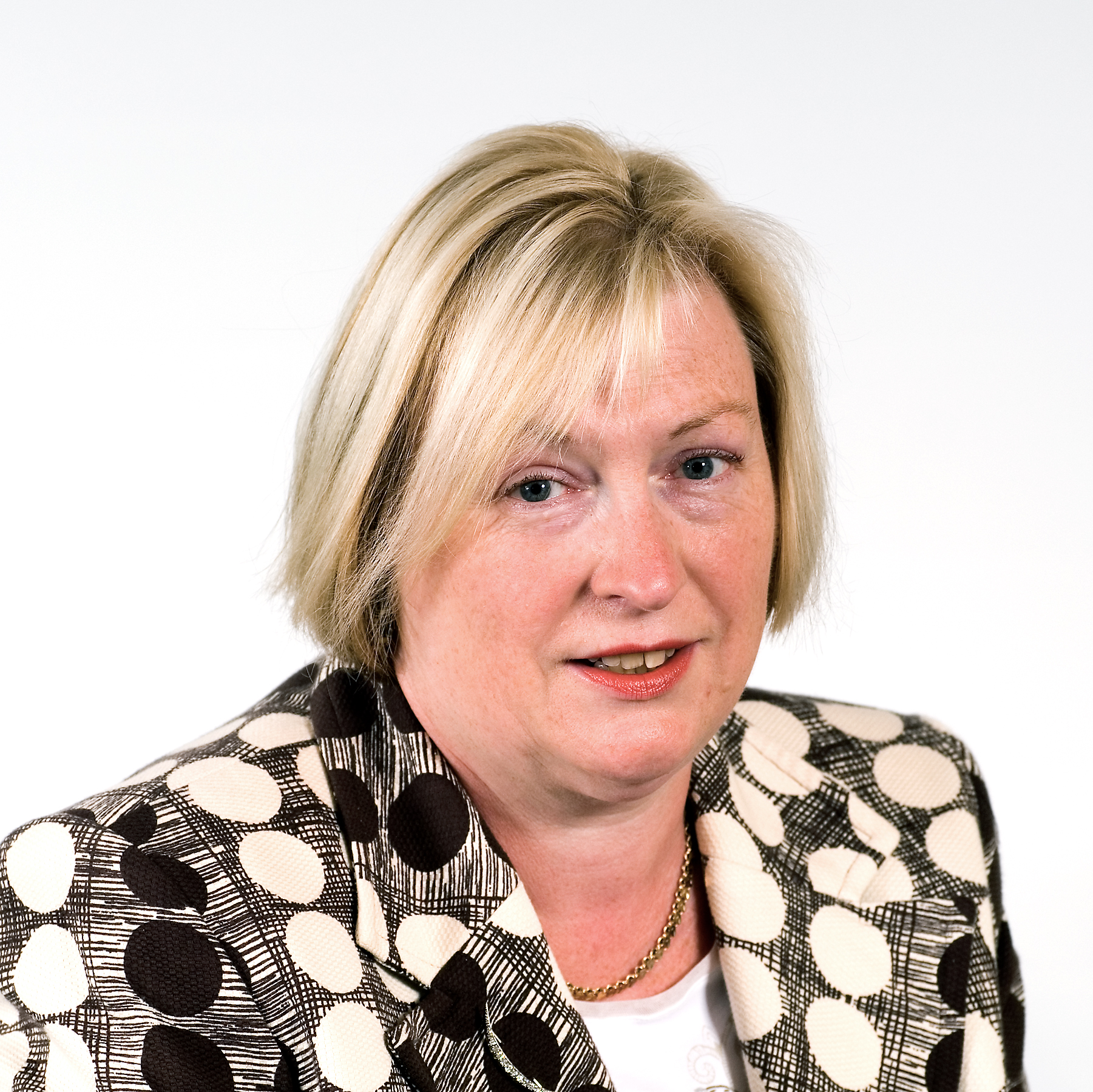
Edwina Hart (1999-2003)
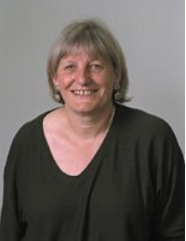
Sue Essex (2003-2007)
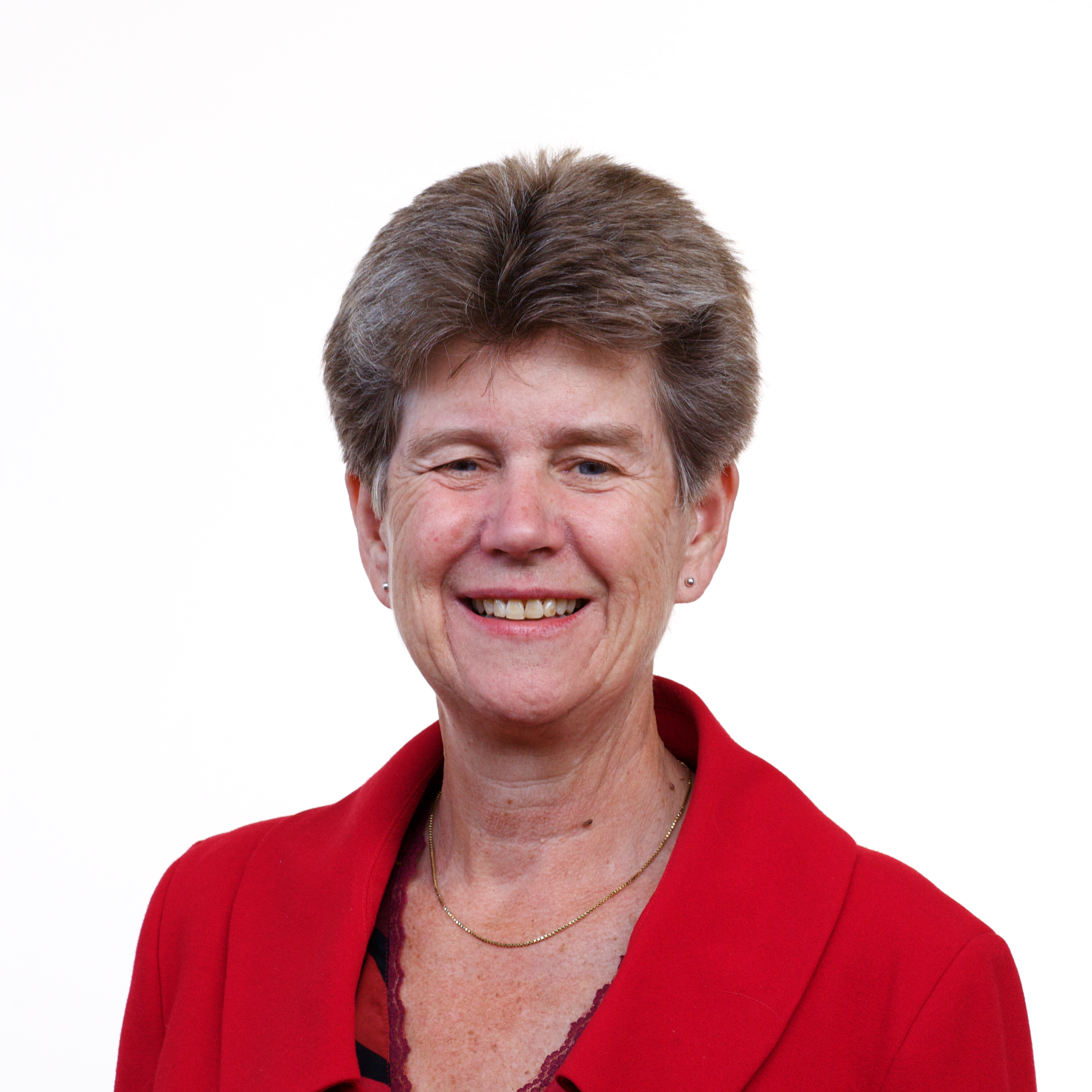
Jane Hutt (en 2007 et de 2009 à 2016)
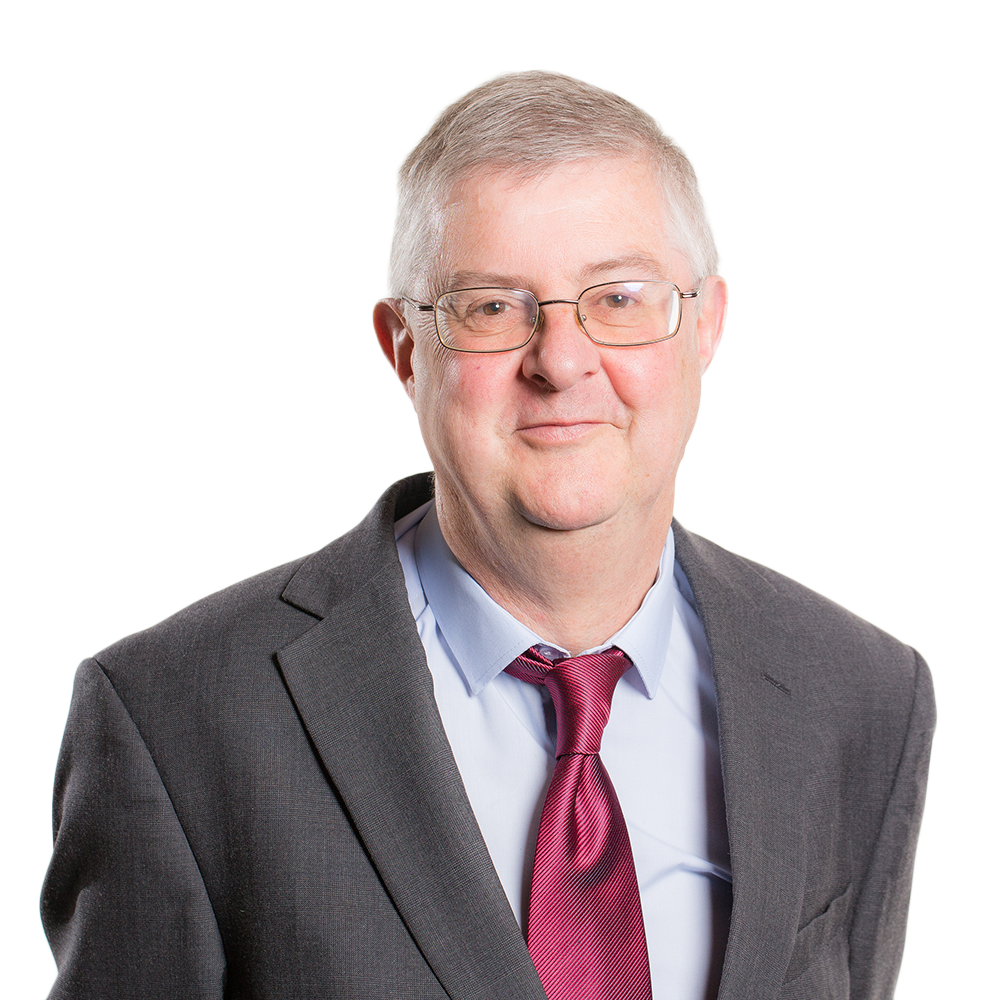
Mark Drakeford (2016-2018)
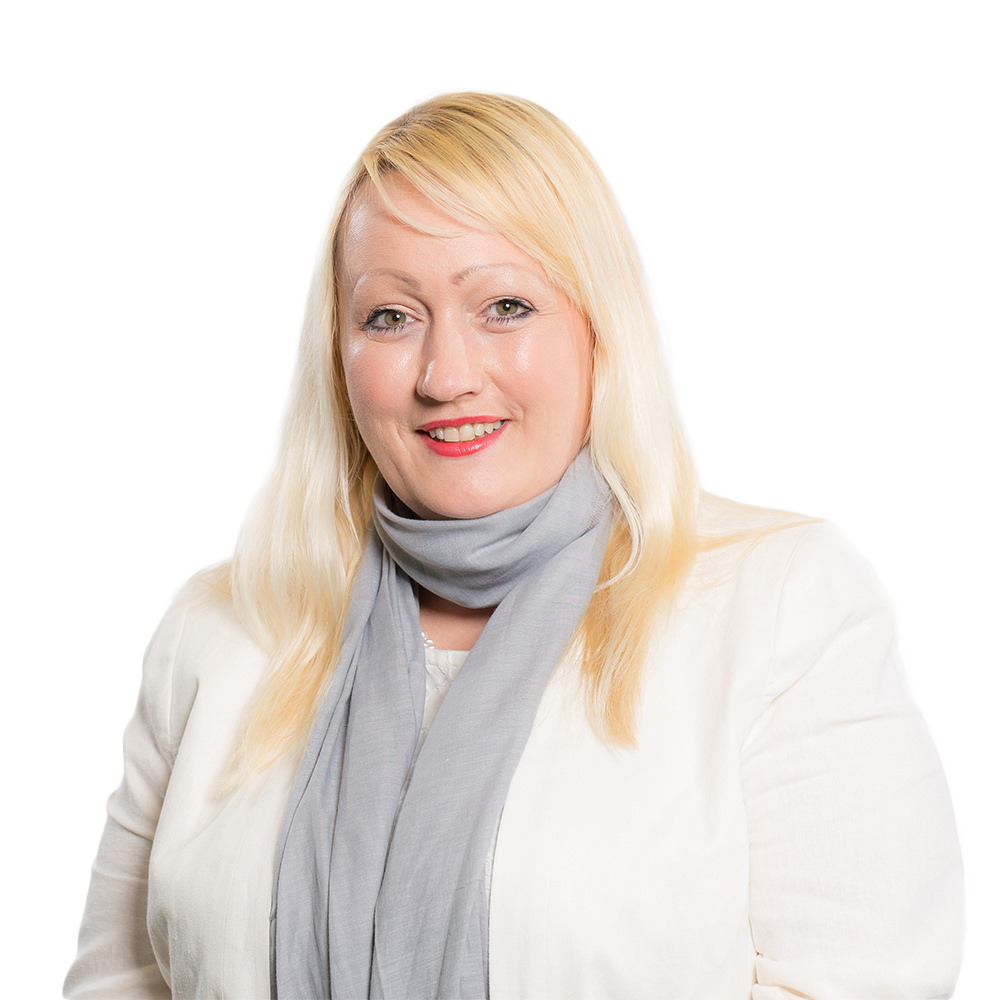
Rebecca Evans (depuis 2018)